# Ям-Тёсово
Ям-Тёсово — деревня в Лужском районе Ленинградской области. Административный центр Ям-Тёсовского сельского поселения.

## История
Впервые топоним Тесов упоминается в Новгородской летописи 1233—1234 годов.
Затем Тесов появляется в источниках 1240 года, в связи с походом немцев на Лугу.
Позднее Тесов упоминается в Евреиновской летописи 1400—1401 годов.
Климентовский Тёсовский погост Новгородского уезда впервые упоминается в Писцовой книге Водской пятины 1500 года.
Тесовская ямская слобода и «государев перевоз у Спаса на погосте» через реку Оредеж близ Тесовского яма, известный как «Тесовский урочный мост», впервые упоминаются в 1566 году.

ЯМ (ЯМ ТЕСОВО, ЯМСКАЯ СЛОБОДА) — село при реке Оредежи. Ямского сельского общества.

Крестьянских дворов — 80. Строений — 245, в том числе жилых — 67. Школа. Больница. Ветряная мельница. Мелочная лавка, 2 питейных дома.

Число жителей по семейным спискам 1879 г.: 189 м п., 168 ж. п.; по приходским сведениям 1879 г.: 149 м п., 172 ж. п.

Сборник Центрального статистического комитета описывал его так:

ЯМ — деревня бывшая государственная при реке Оредеже, дворов — 61, жителей — 338; церковь православная, школа, 2 лавки. (1885 год)

В конце XIX — начале XX века деревня административно относилась к Тёсовской волости 3-го стана 2-го земского участка Новгородского уезда Новгородской губернии.

ЯМ (ЯМСКАЯ СЛОБОДА, ЯМ-ТЕСОВО) — село Ямского сельского общества, дворов — 72, жилых домов — 70, число жителей: 165 м п., 172 ж. п. 

Занятия жителей — земледелие, выпас телят. Церковь, школа, пристань, хлебозапасный магазин, 2 мануфактурные лавки, мелочная лавка. (1907 год)

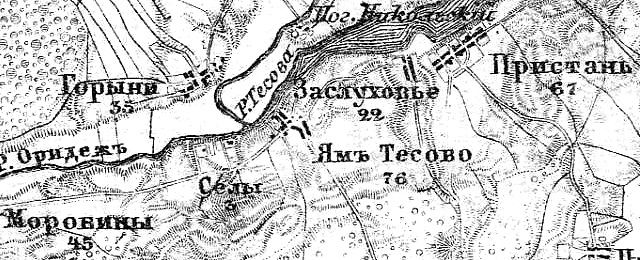
Деревня Ям-Тёсово на карте 1915 года

Согласно карте из «Исторического атласа Санкт-Петербургской Губернии» 1915 года деревня Ям Тесово насчитывала 76 дворов.
С 1917 по 1927 год деревня Ям-Тёсово входила в состав Тёсовской волости Новгородского уезда Новгородской губернии.
С 1927 года, в составе Ям-Тёсовского сельсовета Оредежского района.
С 1928 года, в составе Пристанского сельсовета. В 1928 году население деревни Ям-Тёсово составляло 372 человека.
По данным 1933 года деревня называлась Ям Тесово и входила в состав Пристанского сельсовета Оредежского района. Административным центром сельсовета была деревня Пристань.
По данным 1936 года в состав Пристанского сельсовета входили 8 населённых пунктов, 333 хозяйства и 7 колхозов. Административным центром сельсовета была деревня Ям-Тёсово.
C 1 августа 1941 года по 31 января 1944 года деревня находилась в оккупации.
В 1958 году население деревни Ям-Тёсово составляло 223 человека.
С 1959 года, в составе Лужского района.
По данным 1966 и 1973 годов деревня Ям-Тёсово входила в состав и являлась административным центром Пристанского сельсовета Лужского района.
По данным 1990 года деревня Ям-Тёсово являлась административным центром Ям-Тёсовского сельсовета, в который входили 23 населённых пункта, общей численностью населения 2541 человек. В самой деревне Ям-Тёсово проживали 1752 человека.
В 1997 году в деревне Ям-Тёсово Ям-Тёсовской волости проживали 1710 человек, в 2002 году — 1542 человека (русские — 92 %).
В 2007 году в деревне Ям-Тёсово Ям-Тёсовского СП проживал 1641 человек, в 2010 году — 1645, в 2013 году — 1643.

## География
Деревня расположена в восточной части района на автодороге 41А-004 (Павлово — Мга — Луга).
Расстояние до районного центра — 51 км.
Расстояние до ближайшей железнодорожной станции Чолово — 17 км.
Деревня расположена на левом берегу реки Оредеж при впадении в неё реки Тёсова.

## Демография
| 1884  | 1885  | 1909  | 1928  | 1958 | 1990  | 1997  |
| ----- | ----- | ----- | ----- | ---- | ----- | ----- |
| 357   | ↘338  | ↘337  | ↗372  | ↘223 | ↗1752 | ↘1710 |
| 2007  | 2010  | 2013  | 2017  |      |       |       |
| ↘1641 | ↗1645 | ↘1643 | ↘1542 |      |       |       |

## Улицы
Ивановская, Козловская, Новая, Новгородская, Центральная, Широковка.